# SN 2006ng
SN 2006ng – supernowa typu Ia odkryta 21 października 2006 roku w galaktyce A002207-0005. W momencie odkrycia miała maksymalną jasność 22,40m.